# Aldo Battagion
Aldo Battagion (Bergamo, 20 novembre 1922 – 15 marzo 2007) è stato un partigiano e rugbista a 15 italiano.

## Biografia
Figlio di un noto industriale e sportivo antifascista bergamasco, durante gli studi iniziò a giocare a rugby.
Per poter continuare a praticare sport non ebbe altra scelta che associarsi al GIL Bergamo, espressione della Gioventù Italiana del Littorio.
Con tale club militò in Promozione nel ruolo di mediano di mischia, poi dopo il trasferimento a Milano per gli studi d'ingegneria fu tesserato dal GUF Milano in Divisione Nazionale.
Nel 1942 giocò con la selezione italiana universitaria contro Ungheria e Romania.
Durante la seconda guerra mondiale fu militare all'aeroporto di Reggio Emilia.
Dopo l'armistizio dell'8 settembre disertò e fu rinchiuso a Mantova in attesa di deportazione, alla quale sfuggì per intervento di suo padre.
Tornato a Bergamo si unì alla resistenza assumendo il comando della 171ª Brigata Garibaldi di montagna a Zambla Alta, ma fu arrestato in un rastrellamento il 16 gennaio 1944 e rinchiuso nel carcere Sant'Agata di Bergamo.
Nonostante le torture subìte non fece rivelazioni durante gli interrogatori; a ottobre 1944 fu quindi destinato a San Vittore a Milano e, da lì, via Bolzano, a Dachau dove, grazie alla conoscenza del tedesco, fu assegnato alla squadra di prigionieri incaricati delle pulizie di marmitte e bagni degli ufficiali nazisti per prevenire le infezioni.
Ad aprile 1945 Battagion fu liberato dagli Alleati e rimpatriato nel luglio successivo.
Nel dopoguerra si divise tra il nascente Rugby Milano e gli Amatori, e debuttò in nazionale nel marzo 1948 a Rovigo contro la Francia; due mesi più tardi disputò il suo secondo, e ultimo, incontro, a Parma contro la Cecoslovacchia.
Nel 1950 fu tra i fondatori del Rugby Bergamo, del quale fu giocatore, allenatore, dirigente e, in seguito, memoria storica.
Battagion è morto a Bergamo nel marzo 2007 a 84 anni.

## Letteratura sull'argomento
- Angelo Bendotti, Banditen. Uomini e donne nella Resistenza bergamasca, Vilminore di Scalve, Il filo di Arianna, 2015, ISBN 88-96119-17-0.
- Marco Parisi, Cristiano Poluzzi e Gilberto Rivola, Passione ovale. Storie di rugby bergamasco, Azzano San Paolo, Bolis, 2013, ISBN 88-7827-240-X.